# Bandidus exilis
Bandidus exilis is een insect uit de familie van de mierenleeuwen (Myrmeleontidae), die tot de orde netvleugeligen (Neuroptera) behoort. 
Bandidus exilis is voor het eerst wetenschappelijk beschreven door Esben-Petersen in 1918.